# Aleksandr Janszyn
Aleksandr Leonidowicz Janszyn (ros. Александр Леонидович Яншин, ur. 15 marca?/28 marca 1911 w Smoleńsku, zm. 9 października 1999 w Moskwie) – radziecki geolog, akademik Akademii Nauk ZSRR.

## Życiorys
W 1928 ukończył szkołę przy Wydziale Pedagogicznym Smoleńskiego Uniwersytetu Państwowego, następnie do 1932 studiował na Wydziale Geologicznym Moskiewskiego Uniwersytetu Państwowego. W 1936 został starszym pracownikiem naukowym Instytutu Geologicznego Akademii Nauk ZSRR, a w 1938 redaktorem działu geologicznego Małej Encyklopedii Radzieckiej. W 1937 otrzymał stopień kandydata nauk geologiczno-mineralogicznych. W 1941 w składzie dywizji pospolitego ruszenia ochotniczo ruszył na front wojny ZSRR z Niemcami, jednak wkrótce został odwołany z frontu i skierowany na poszukiwania kopalin. Zajmował się oceną użyteczności złóż kopalin i poszukiwaniami wód artezyjskich. Brał udział w tworzeniu instytucji geologicznych, m.in. trustów. W 1944 został odznaczony za pomyślne wykonywania zadań zaopatrywania przemysłu w zapasy surowców mineralnych. W 1953 otrzymał tytuł doktora nauk geologiczno-mineralogicznych, w 1956 został kierownikiem laboratorium Instytutu Geologicznego Akademii Nauk ZSRR. Od 1958 był członkiem rzeczywistym Akademii Nauk ZSRR (z pominięciem stopnia członka korespondenta) i pracował w Nowosybirsku jako zastępca dyrektora Instytutu Geologii i Geofizyki Syberyjskiego Oddziału Akademii Nauk ZSRR, jednocześnie wykładał w Nowosybirskim Uniwersytecie Państwowym, w którym w 1979 objął kierownictwo działu geologii ogólnej i geologii ZSRR. W 1982 powrócił do Moskwy i został wiceprezydentem Akademii Nauk ZSRR (stanowisko to zajmował do 1988) oraz dyrektorem Instytutu Litosfery Akademii Nauk ZSRR; w 1989 został jego honorowym dyrektorem. Od 1988 był doradcą Prezydium Akademii Nauk ZSRR, od 1993 do 1995 wykładał w Instytucie Przyjaźni Narodów i Rosyjskiej Akademii Nafty i Gazu. Był członkiem zagranicznym Akademii Nauk Mongolii (1974), Akademii Nauk NRD (1980) i członkiem towarzystw geologicznych Francji (1958), Bułgarii (1969) i innych państw. Został pochowany na Cmentarzu Wwiedieńskim.

## Odznaczenia i nagrody
- Medal Sierp i Młot Bohatera Pracy Socjalistycznej (27 marca 1981)
- Order Lenina (trzykrotnie, 29 kwietnia 1967, 4 lutego 1971 i 27 marca 1981)
- Order Rewolucji Październikowej (27 marca 1986)
- Order „Za zasługi dla Ojczyzny” III klasy (1996)
- Order Czerwonego Sztandaru Pracy (trzykrotnie, 14 stycznia 1944, 19 września 1953 i 17 września 1975)
- Order „Znak Honoru” (16 listopada 1945)
- Nagroda Państwowa ZSRR (1969)
- Order Sławy Pracy (Mongolska Republika Ludowa, 1974)

I inne.